# Roßkopfturm
La Roßkopfturm (en français, tour Roßkopf ; aujourd'hui appelée Friedrichsturm ou tour de Frédérick d'après Frédéric Ier de Bade) est une tour d'observation autoportante de 34.4 m située sur le mont Roßkopf, un mont de 737 m près de Freiburg en Allemagne.
La tour d'acier a été commandée et financée par le Schwarzwaldverein (le plus vieux club de randonnée pédestre et d'alpinisme d'Allemagne). Elle a été construite par l'architecte Philipp Anton Lazy en 1889.